# Cork Celtic Football Club
Le Cork Celtic Football Club est un club de football irlandais  basé à Cork.

## Historique
Le club est fondé en 1935 sous le nom d'Evergreen United FC avant de prendre le nom de Cork Celtic FC en 1959. Le club est sacré champion d'Irlande en 1974 et termine vice-champion en 1954, 1959, 1960 et 1962.
Le club est finaliste de la Coupe d'Irlande en 1953, 1964 et 1969, remporte la Coupe de la Ligue irlandaise en 1961, la Dublin City Cup en 1962 et la Top Four Cup en 1957, 1959, 1960 et 1974.
Le Cork Celtic FC prend part à deux campagnes européennes ; il est éliminé au premier tour de la Coupe d'Europe des vainqueurs de coupe 1964-1965 par le Slavia Sofia et est éliminé au deuxième tour de la Coupe des clubs champions européens 1974-1975 par l'Ararat Erevan.
Le club est dissous en 1979.

## Bilan européen
Note : dans les résultats ci-dessous, le score du club est toujours donné en premier.
| Saison    | Compétition               | Tour                | Club           | Domicile             | Extérieur            | Total                |
| --------- | ------------------------- | ------------------- | -------------- | -------------------- | -------------------- | -------------------- |
| 1964-1965 | Coupe des coupes          | Seizièmes de finale | Slavia Sofia   | 0 - 2                | 1 - 1                | 1 - 3                |
| 1974-1975 | Coupe des clubs champions | Seizièmes de finale | Omonia Nicosie | Victoire par forfait | Victoire par forfait | Victoire par forfait |
| 1974-1975 | Coupe des clubs champions | Huitièmes de finale | Ararat Erevan  | 0 - 2                | 0 - 5                | 1 - 7                |

Légende
- Victoire ou qualification pour le tour suivant
- Match nul
- Défaite ou élimination de la compétition